# 國家野生與風景河流系統
美國國會於1968年頒布了《荒野與風景河流法》（公法90-542），建立了國家野生與風景河流系統（英語：National Wild and Scenic Rivers System），以保護某些具有突出自然、文化和娛樂價值的河流，使其保持自由流動的狀態，供今世後代享用。
該法案的特徵是保護了這些河流的特殊性，同時也適當利用和開發這些河流的潛力。它鼓勵跨越政治邊界的河流管理，並促進公眾參與制定河流保護目標。該法案由林登·詹森總統在美國環保時代的鼎盛時期簽署成為法律，其中規定：
「特此宣布，美國的政策是，國家選定的某些河流及其周邊環境具有卓越的風景、娛樂、地質、魚類和野生動物、歷史、文化或其他類似價值，這些河流應保持自由流動狀態 ，並應為當代人和後代人的利益保護這些河流及其周邊環境。國會宣布，在美國河流的適當河段修建水壩和其他建築的既定國家政策需要得到一項政策的補充，該政策將保護其他選定河流或其河段的自由流動狀態，以保護這些河流的水質並實現其他重要的國家保護目的。」 (荒野與風景河流法）